# Sondra bickeli
Sondra bickeli là một loài nhện trong họ Salticidae.
Loài này thuộc chi Sondra. Sondra bickeli được Marek Żabka miêu tả năm 2002.